# Landkreis Alsfeld
Der Landkreis Alsfeld war ein Landkreis in Hessen, der bis 1972 bestand. Er trug von seiner Gründung 1832 bis Ende 1938 die Bezeichnung Kreis Alsfeld. Das Landratsamt befand sich in Alsfeld.

## Geographie
Das Kreisgebiet gehörte im Großherzogtum Hessen (bis 1918) und ab 1919 im Volksstaat Hessen bis 1937 zur Provinz Oberhessen. Nach der Gründung Groß-Hessens 1945 gehörte der Landkreis zum Regierungsbezirk Darmstadt. Am 1. August 1972 wurde er mit dem benachbarten Landkreis Lauterbach zum Vogelsbergkreis vereinigt, dessen Verwaltungssitz Lauterbach wurde.
Der Landkreis grenzte zuletzt an die Landkreise Marburg, Ziegenhain, Lauterbach, Büdingen und Gießen.

## Geschichte

### Territoriale Entwicklung
Im späteren Gebiet des Landkreises Alsfeld bestanden seit 1821 die Landratsbezirke Kirtorf mit Sitz in Homberg und Romrod mit Sitz in Alsfeld. Durch die Gebietsreform von 1832 wurden diese Landratsbezirke aufgehoben und zum Kreis Alsfeld zusammengefasst. Lediglich der Ort Ermenrod im Landratsbezirk Kirtorf kam zum neuen Kreis Grünberg.
Durch Bekanntmachung vom 28. Dezember 1838 wurde der Landratsbezirk Schlitz aufgelöst und mit Wirkung vom 1. Februar 1839 dem Kreis Alsfeld zugeordnet.
Im Zuge der Revolution von 1848 im Großherzogtum Hessen wurden die Provinzen und Kreise aufgelöst. Der Kreis Alsfeld ging dabei im Regierungsbezirk Alsfeld auf. Im Zuge der Reaktionsära wurden die Regierungsbezirke 1852 wieder aufgehoben und die alte Kreiseinteilung prinzipiell wieder hergestellt. Dabei entstand ein neu zugeschnittener Kreis Alsfeld aus den Landgerichtsbezirken Alsfeld und Homberg sowie einigen Orten des Landgerichtsbezirks Ulrichstein. Der Raum Schlitz kam zum Kreis Lauterbach.
Nach dem  Krieg von 1866 wurde im Friedensvertrag vom 3. September 1866 zwischen dem Großherzogtum Hessen und dem Königreich Preußen vereinbart, dass eine ehemals kurhessische Enklave, das früher mainzische Gericht Katzenberg, mit den vier Gemeinden Ohmes, Ruhlkirchen, Seibelsdorf und Vockenrod an das Großherzogtum fiel. Diese Gemeinden, die bis dahin zum kurhessischen Kreis Kirchhain gehört hatten, kamen nun zum Kreis Alsfeld.
Die hessische Kreisreform von 1874 löste unter anderem den Kreis Grünberg auf. 13 Gemeinden von dort wurden dem Kreis Alsfeld zugeschlagen: Atzenhain, Bernsfeld, Ermenrod, Flensungen, Ilsdorf, Kirschgarten, Lehnheim, Merlau, Nieder-Ohmen, Ober-Ohmen, Ruppertenrod, Wettsaasen und Zeilbach. Gleichzeitig wechselten Helpershain, Köddingen, Meiches und Stumpertenrod aus dem Kreis Alsfeld in den Kreis Schotten. Danach umfasste der Kreis Alsfeld 84 Gemeinden.
Aufgrund des Gesetzes vom 7. April 1938 wurde der Kreis Schotten aufgelöst und mit Wirkung vom 1. Oktober 1938 wurden weitere 13 Gemeinden in den Kreis Alsfeld eingegliedert. Neu hinzu kamen Köddingen, Stumpertenrod, Altenhain, Bobenhausen II, Groß-Eichen, Helpershain, Höckersdorf, Ilsdorf (Solms), Ober-Seibertenrod, Schmitten, Sellnrod, Unter-Seibertenrod und Wohnfeld.
1938 wurde im Zuge einer reichsweiten Vereinheitlichung mit Wirkung zum 1. Januar 1939 die Bezeichnung „Kreis“ in „Landkreis“ geändert, aus dem „Kreis Alsfeld“ wurde damit der „Landkreis Alsfeld“.
Ebenfalls 1939 wurden Ilsdorf (Solms) nach Ilsdorf und Kirschgarten nach Merlau sowie 1951 Schmitten nach Sellnrod eingemeindet. Damit umfasste der Landkreis 94 Gemeinden.

### Auflösung
Im Rahmen der hessischen Gebietsreform wurden im Landkreis Alsfeld zwischen 1969 und 1972 zahlreiche Gemeinden fusioniert. Am 31. Dezember 1971 schieden einige Gemeinden aus dem Landkreis aus:
- Lehnheim und Altenhain wurden nach Grünberg und Laubach im Landkreis Gießen eingemeindet.
- Bobenhausen II, Helpershain, Ober-Seibertenrod, Unter-Seibertenrod und Wohnfeld wurden nach Ulrichstein im Landkreis Lauterbach eingemeindet.

Insgesamt verringerte sich die Zahl der Gemeinden des Landkreises durch dieser Umstrukturierung bis zum Juli 1972 auf 14.
Am 1. August 1972 wurde der Landkreis Alsfeld aufgelöst und mit dem benachbarten Landkreis Lauterbach zum Vogelsbergkreis zusammengeschlossen. Gleichzeitig fanden noch weitere Eingemeindungen statt. Aus dem Landkreis Alsfeld traten damit letztendlich zehn Gemeinden in den neuen Vogelsbergkreis ein.

### Einwohnerentwicklung
| Jahr | Einwohner | Quelle |
| ---- | --------- | ------ |
| 1852 | 34.499    | [ 4 ]  |
| 1900 | 36.280    | [ 11 ] |
| 1910 | 37.883    | [ 11 ] |
| 1925 | 37.746    | [ 11 ] |
| 1933 | 39.157    | [ 11 ] |
| 1939 | 43.819    | [ 11 ] |
| 1950 | 62.455    | [ 11 ] |
| 1960 | 54.300    | [ 11 ] |
| 1970 | 55.700    | [ 12 ] |
| 1971 | 53.200    | [ 13 ] |

## Politik

### Leitende Beamte
Kreisräte
- 1832–1839 Eduard Neidhardt, seit 1829 bereits Landrat des Landratsbezirks Romrod
- 1839–1842 Peter Camesasca
- 1842–1848 Friedrich Daniel Carl Fuhr

1848–1852 gab es im Großherzogtum Hessen keine Kreise. Die Aufgaben wurden von größeren Regierungsbezirken wahrgenommen, hier vom Regierungsbezirk Alsfeld.
- 1852–1874 Wilhelm Fröhlich
- 1874–1889 Robert Hoffmann
- 1889–1896 Konrad von Grölmann[Anm. 1]
- 1896–1906 Karl Melior
- 1906–1910 Franz Hölzinger[Anm. 2]
- 1910–1917 Otto Heinrichs, ab 1917 Kreisdirektor

Kreisdirektoren
- 1917–1933 Hermann Stammler
- 1933 (Februar bis März) Walter Nanz
- 1933–1934 Hermann Stammler
- 1934–1936 Hugo Lotz, kommissarisch
- 1936–1937 Harald Kessel, kommissarisch
- 1937–1939 Heinrich Schönhals

Landräte
- 1939–1945 Heinrich Schönhals[Anm. 4]
- 1941–1943 Eberhard Fuhr, kommissarisch
- 1943–1944 Wilhelm Reeb, kommissarisch
- 1944–1945 James Legau, kommissarisch
- 1946–1947 August Rosenkranz
- 1949–1967 Kurt Mildner
- 1967–1972 Georg Kratz

### Wappen

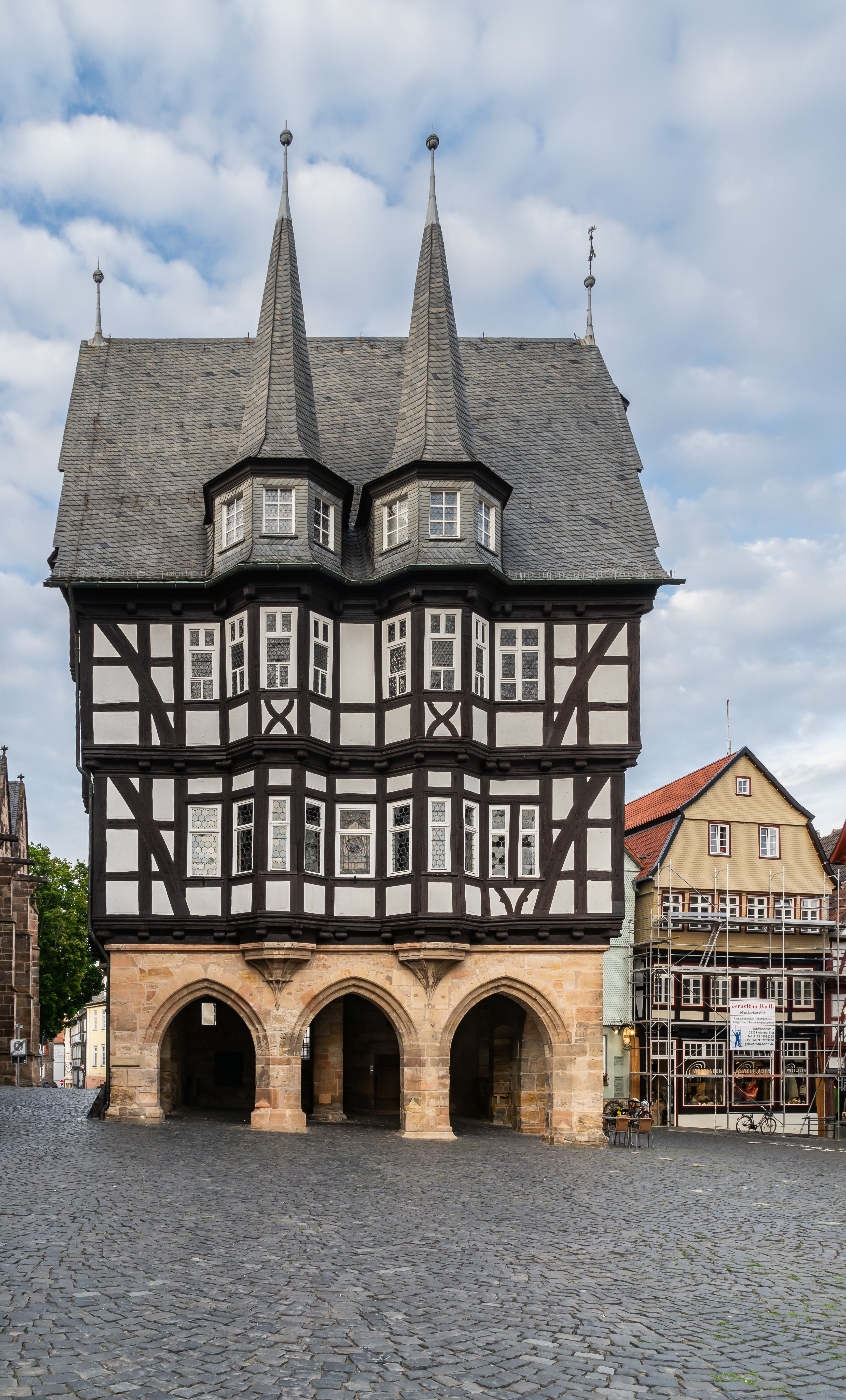
Vorlage für das Wappenbild: Das Fachwerk-Rathaus von Alsfeld

Am 4. Dezember 1956 erhielt der Landkreis Alsfeld vom hessischen Innenministerium ein eigenes Wappen verliehen. Es zeigt auf rotem Grund das 1512–1516 erbaute Fachwerk-Rathaus der Kreisstadt Alsfeld. Das Wappen war bis zum Zusammenschluss der beiden Landkreise Alsfeld und Lauterbach in Gebrauch.

## Gemeinden
Die folgende Liste enthält alle Gemeinden, die dem Landkreis Alsfeld angehörten, und die Daten aller Eingemeindungen.
| Gemeinde             | eingemeindet nach           | Datum der Eingemeindung |
| -------------------- | --------------------------- | ----------------------- |
| Alsfeld, Stadt       |                             |                         |
| Altenburg            | Alsfeld                     | 1. Dezember 1969        |
| Altenhain            | Laubach (Landkreis Gießen)  | 31. Dezember 1971       |
| Angenrod             | Alsfeld                     | 31. Dezember 1971       |
| Antrifttal 1         |                             |                         |
| Appenrod             | Homberg (Ohm)               | 1. Oktober 1971         |
| Arnshain             | Kirtorf                     | 1. August 1972          |
| Atzenhain            | Mücke                       | 31. Dezember 1971       |
| Bernsburg            | Antrifttal                  | 31. Dezember 1971       |
| Bernsfeld            | Mücke                       | 31. Dezember 1971       |
| Bieben               | Grebenau                    | 1. August 1972          |
| Billertshausen       | Alsfeld                     | 31. Dezember 1971       |
| Bleidenrod           | Homberg (Ohm)               | 1. Oktober 1971         |
| Bobenhausen II       | Ulrichstein                 | 31. Dezember 1971       |
| Brauerschwend        | Schwalmtal                  | 31. Dezember 1971       |
| Burg-Gemünden        | Gemünden (Felda)            | 31. Dezember 1971       |
| Büßfeld              | Homberg (Ohm)               | 1. Oktober 1971         |
| Dannenrod            | Homberg (Ohm)               | 1. Oktober 1971         |
| Deckenbach           | Homberg (Ohm)               | 31. Dezember 1971       |
| Ehringshausen        | Gemünden (Felda)            | 31. Dezember 1971       |
| Eifa                 | Alsfeld                     | 31. Dezember 1971       |
| Elbenrod             | Alsfeld                     | 31. Dezember 1971       |
| Elpenrod             | Gemünden (Felda)            | 31. Dezember 1971       |
| Erbenhausen          | Homberg (Ohm)               | 1. Oktober 1971         |
| Ermenrod             | Feldatal                    | 31. Dezember 1971       |
| Eudorf               | Alsfeld                     | 31. Dezember 1971       |
| Eulersdorf           | Grebenau                    | 31. Dezember 1971       |
| Feldatal 1           |                             |                         |
| Fischbach            | Alsfeld                     | 31. Dezember 1971       |
| Flensungen           | Mücke                       | 1. September 1970       |
| Gemünden (Felda) 1   |                             |                         |
| Gleimenhain          | Kirtorf                     | 31. Dezember 1971       |
| Gontershausen        | Homberg (Ohm)               | 1. Oktober 1971         |
| Grebenau, Stadt      |                             |                         |
| Groß-Eichen          | Mücke                       | 31. Dezember 1971       |
| Groß-Felda           | Feldatal                    | 31. Dezember 1971       |
| Haarhausen           | Homberg (Ohm)               | 1. Oktober 1971         |
| Hainbach             | Gemünden (Felda)            | 31. Dezember 1971       |
| Heidelbach           | Alsfeld                     | 31. Dezember 1971       |
| Heimertshausen       | Kirtorf                     | 1. August 1972          |
| Helpershain          | Ulrichstein                 | 31. Dezember 1971       |
| Hergersdorf          | Schwalmtal                  | 31. Dezember 1971       |
| Höckersdorf          | Mücke                       | 1. Oktober 1971         |
| Höingen              | Homberg (Ohm)               | 1. Oktober 1971         |
| Homberg (Ohm), Stadt |                             |                         |
| Hopfgarten           | Schwalmtal                  | 31. Dezember 1971       |
| Ilsdorf              | Mücke                       | 31. Dezember 1971       |
| Ilsdorf (Solms)      | Ilsdorf                     | 1. April 1939           |
| Kestrich             | Feldatal                    | 31. Dezember 1971       |
| Kirschgarten         | Merlau                      | 1. April 1939           |
| Kirtorf, Stadt       |                             |                         |
| Köddingen            | Feldatal                    | 31. Dezember 1971       |
| Lehnheim             | Grünberg (Landkreis Gießen) | 31. Dezember 1971       |
| Lehrbach             | Kirtorf                     | 31. Dezember 1971       |
| Leusel               | Alsfeld                     | 31. Dezember 1971       |
| Liederbach           | Alsfeld                     | 1. August 1972          |
| Maulbach             | Homberg (Ohm)               | 1. Oktober 1971         |
| Merlau               | Mücke                       | 1. September 1970       |
| Mücke 2              |                             |                         |
| Münch-Leusel         | Alsfeld                     | 31. Dezember 1971       |
| Nieder-Breidenbach   | Romrod                      | 31. Dezember 1971       |
| Nieder-Gemünden      | Gemünden (Felda)            | 31. Dezember 1971       |
| Nieder-Ofleiden      | Homberg (Ohm)               | 31. Dezember 1971       |
| Nieder-Ohmen         | Mücke                       | 31. Dezember 1971       |
| Ober-Breidenbach     | Romrod                      | 31. Dezember 1971       |
| Ober-Gleen           | Kirtorf                     | 31. Dezember 1971       |
| Ober-Ofleiden        | Homberg (Ohm)               | 1. Oktober 1971         |
| Ober-Ohmen           | Mücke                       | 31. Dezember 1971       |
| Ober-Seibertenrod    | Ulrichstein                 | 31. Dezember 1971       |
| Ober-Sorg            | Schwalmtal                  | 31. Dezember 1971       |
| Ohmes                | Antrifttal                  | 31. Dezember 1971       |
| Otterbach            | Gemünden (Felda)            | 31. Dezember 1971       |
| Rainrod              | Schwalmtal                  | 31. Dezember 1971       |
| Reibertenrod         | Alsfeld                     | 31. Dezember 1971       |
| Reimenrod            | Grebenau                    | 31. Dezember 1971       |
| Renzendorf           | Schwalmtal                  | 31. Dezember 1971       |
| Romrod, Stadt        |                             |                         |
| Ruhlkirchen          | Antrifttal                  | 31. Dezember 1971       |
| Rülfenrod            | Gemünden (Felda)            | 31. Dezember 1971       |
| Ruppertenrod         | Mücke                       | 1. Oktober 1971         |
| Schadenbach          | Homberg (Ohm)               | 1. Oktober 1971         |
| Schmitten            | Sellnrod                    | 1. April 1951           |
| Schwabenrod          | Alsfeld                     | 31. Dezember 1971       |
| Schwalmtal 1         |                             |                         |
| Schwarz              | Grebenau                    | 31. Dezember 1971       |
| Seibelsdorf          | Antrifttal                  | 31. Dezember 1971       |
| Sellnrod             | Mücke                       | 1. Oktober 1971         |
| Storndorf            | Schwalmtal                  | 31. Dezember 1971       |
| Strebendorf          | Romrod                      | 31. Dezember 1971       |
| Stumpertenrod        | Feldatal                    | 31. Dezember 1971       |
| Udenhausen           | Grebenau                    | 31. Dezember 1971       |
| Unter-Seibertenrod   | Ulrichstein                 | 31. Dezember 1971       |
| Unter-Sorg           | Schwalmtal                  | 31. Dezember 1971       |
| Vadenrod             | Schwalmtal                  | 31. Dezember 1971       |
| Vockenrod            | Antrifttal                  | 31. Dezember 1971       |
| Wahlen               | Kirtorf                     | 31. Dezember 1971       |
| Wallersdorf          | Grebenau                    | 31. Dezember 1971       |
| Wettsaasen           | Mücke                       | 31. Dezember 1971       |
| Windhausen           | Feldatal                    | 31. Dezember 1971       |
| Wohnfeld             | Ulrichstein                 | 31. Dezember 1971       |
| Zeilbach             | Feldatal                    | 31. Dezember 1971       |
| Zell                 | Romrod                      | 31. Dezember 1971       |

## Kfz-Kennzeichen
Am 1. Juli 1956 wurde dem Landkreis bei der Einführung der bis heute gültigen Kfz-Kennzeichen ALS zugewiesen. Es wurde bis zum 11. Februar 1979 im Teilkreis Alsfeld des Vogelsbergkreises ausgegeben.